# Re dei Romani

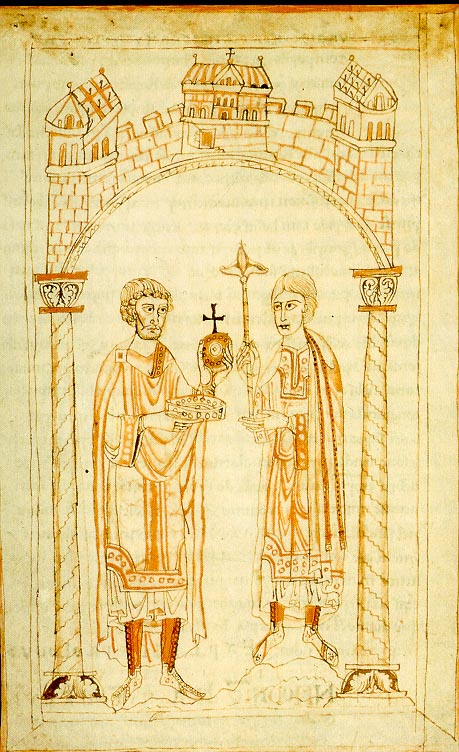
Enrico IV di Franconia cede il trono al figlio, Enrico V, in una illustrazione dalla Cronaca di Eccheardo d'Aura. Sotto Enrico V, il titolo di Rex Romanorum divenne la norma nell'uso cancelleresco.

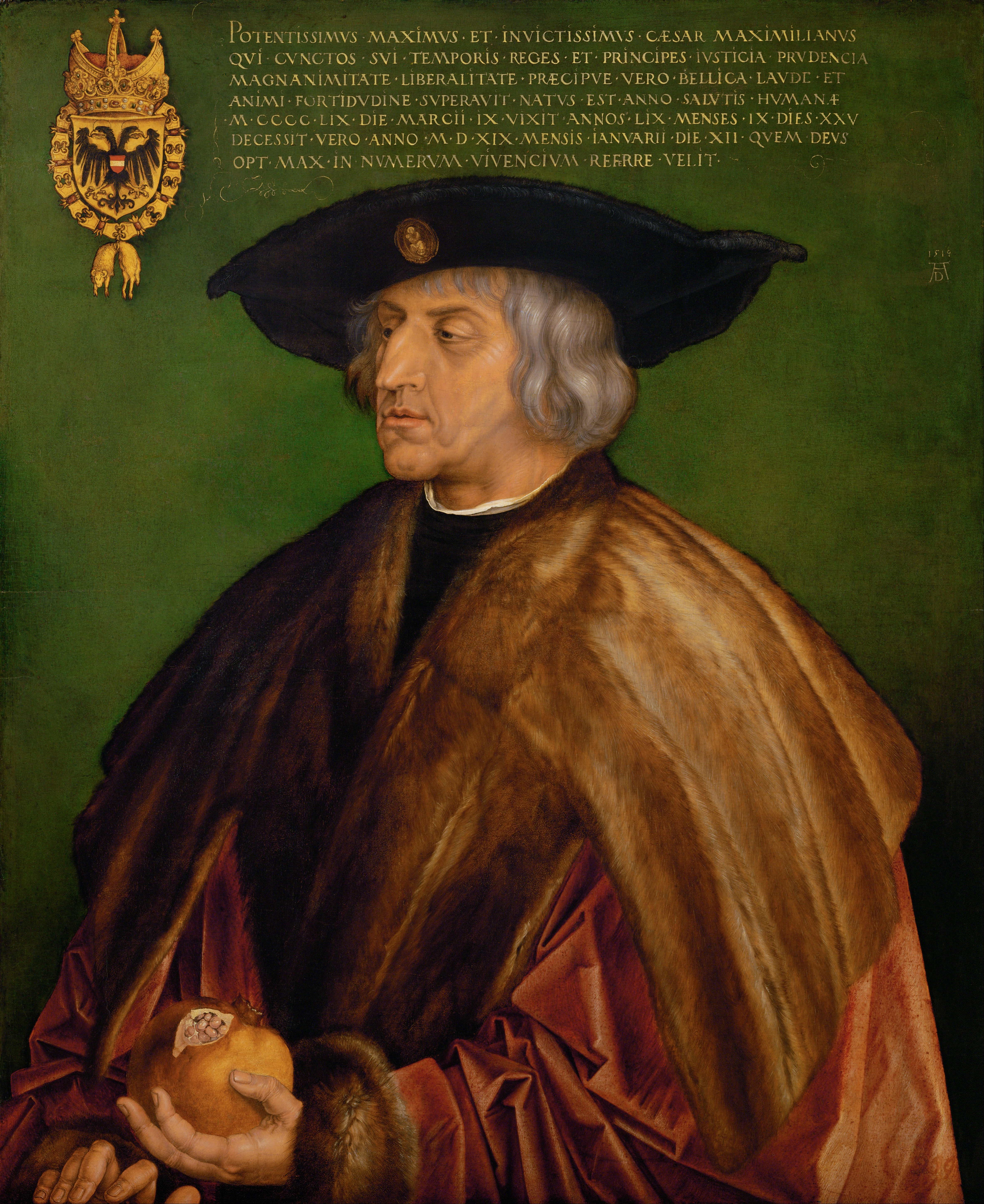
Il Ritratto dell'imperatore Massimiliano I (1519) di Albrecht Dürer. Massimiliano divenne Re dei Romani quando suo padre, Federico III, era ancora vivo.

Re dei Romani (in latino Rex Romanorum) era inizialmente il titolo dei sovrani del Sacro Romano Impero dopo l'elezione a imperatore ma prima dell'incoronazione da parte del papa, mentre in seguito divenne il rango dell'erede designato.
Non va confuso con l'antico titolo di Re di Roma.

## Storia
Nonostante la tradizionale insofferenza degli antichi Romani verso la carica di rex, il titolo di Rex Romanorum ('re dei Romani') era stato attribuito dai Franchi a Siagrio, generale romano che governò sulla Gallia settentrionale verso la fine del V secolo, anche in seguito alla caduta dell'Impero romano d'Occidente (476). Questo dominio, chiamato Regno di Soissons, cadde nel 480.
Il titolo di re dei Romani era generalmente utilizzato in abbinamento al titolo di Re d'Italia ed era connesso all'affermazione del concetto della personalità del diritto: infatti nell'epoca in cui il titolo venne inizialmente adottato non esisteva più il concetto "statuale" di un diritto applicabile a tutti gli abitanti di un territorio, poiché i singoli popoli germanici che avevano invaso l'Impero romano applicavano ciascuno il proprio diritto, mentre la popolazione di origine latina, i "Romani", continuava ad applicare il diritto romano. Perciò con l'espressione di "Re dei Romani" (abbinata a volte anche a quella di Rex Germanorum, cioè Re dei Germani) l'imperatore germanico confermava la propria sovranità anche sui sudditi della natio latina.
Il titolo Rex Romanorum fu poco usato nell'XI secolo, ad esempio da Enrico II il Santo (imperatore dal 1014 al 1024). Fino al periodo della lotta per le investiture, i re dei Franchi Orientali erano indicati solo come rex, senza alcuna indicazione etnica.
In una lettera del 1073 a papa Gregorio VII, re Enrico IV di Franconia si qualificava Romanorum Dei gratia rex ('re dei Romani per grazia di Dio'), implicando che il titolo regale gli spettasse per diritto divino. Lo stesso fece nella chiosa alla celebre del 24 gennaio 1076, in cui Enrico apostrofava il Pontefice come "falso monaco". Nelle sue lettere, invece, il Papa si rivolgeva ad Enrico chiamandolo rex o gloriosus rex, o vi si riferiva chiamandolo rex Teutonicus, rex Teutonicorum o Alamanniae rex. Il Papa riaffermava in tal modo il principio (ascrivibile al IX secolo) secondo cui solo al successore di Pietro spettava di giudicare l'idoneità del candidato. Inoltre, abbassava il re germanico al livello di tutti gli altri re europei.
Fu a partire da Enrico V di Franconia (incoronato Re dei Romani il 6 gennaio 1099 ad Aquisgrana) che il titolo Rex Romanorum divenne la norma nell'uso cancelleresco (nel periodo 1106-1111).
La cancelleria reale, nei tempi in cui re Lotario III (successore di Enrico V) non era ancora stato incoronato Imperatore, riprese l'uso di Enrico IV: Lotario è indicato come Dei gratia Romanorum rex o divina favente clementia (gracia) Romanorum rex (invictissimus). Il titolo rex Romanorum è usato da papa Innocenzo II in una sua lettera dell'11 maggio 1130 a Lotario, nonché in una precedente lettera dell'antipapa Anacleto II (sempre indirizzata a Lotario) del 24 febbraio dello stesso anno. Ai tempi il titolo indicava forse il futurus imperator.
Il titolo rinviava alla volontà del re teutonico di rivendicare per sé il Regno d'Italia e l'ufficio di imperatore, ma anche al progressivo convergere del Regnum Teutonicorum con l'Imperium. Virtualmente si poteva quindi considerare il rex Romanorum già imperatore. In certi casi, la cancelleria reale usò per il re il titolo imperator Romanorum già prima dell'incoronazione imperiale: ciò accadde per la prima volta con Corrado III e poi con Federico Barbarossa. Questa pratica tradiva la rivalità con l'Imperatore d'Oriente. Nel caso del Barbarossa, essa esprimeva la pretesa dell'Imperatore di non dipendere dal Papa per l'assunzione del ruolo. Questa posizione, esplicitata da Federico alla dieta di Besançon (1157), valse anche per Corrado, che usò il titolo di imperator senza mai essere incoronato a Roma dal Papa (il primo re di Germania a non recarsi dal Papa dai tempi di Ottone il Grande).
A partire da Enrico Berengario (fatto incoronare rex Romanorum dal padre, Corrado III, nel 1147, prima della partenza di questi per la Seconda crociata), al titolo veniva spesso associato l'epiteto augustus, usato occasionalmente già a partire dal X secolo e usato in diversi documenti redatti subito dopo la sua intronizzazione. La forma Romanorum rex et semper augustus fu introdotta da Wibaldo di Stavelot in una lettera del marzo 1147 indirizzata da Corrado a Eugenio III, in cui il re annunciava al Papa l'elezione di Enrico Berengario al trono tedesco e l'imminente partenza per le Crociate. L'epiteto classicheggiante può essere attribuito al prestigio che Corrado aveva ottenuto con la sua decisione di prendere la croce o al bisogno di distinguere il proprio rango da quello del figlio. Questa forma espansa del titolo fu inizialmente utilizzata solo nella corrispondenza con il papa e con l'imperatore Manuele I Comneno.
Il Barbarossa diede un'impronta marcatamente romana al proprio regno, sia dal punto di vista territoriale (pretendendo di imporre il proprio dominio anche su Roma e l'Italia), sia dal punto di vista iconografico. Negli anni del suo regno si assisté ad una romanizzazione della stessa corona germanica, con il titolo di Rex Romanorum preferito a quelli di Rex Teutonicorum o Rex Alamanniae, usati di rado tra XI e XII secolo (eccezioni si trovano ai tempi di Enrico II il Santo ed Enrico V), anche se comuni negli usi informali e nei testi degli storici dell'epoca. Benché il titolo di Rex Romanorum fosse di fatto nuovo, ai contemporanei intendeva suggerire continuità con l'antico Impero romano.
Nel 1169, il figlio del Barbarossa, il futuro Enrico VI, fu incoronato rex Romanorum (aveva solo sei anni). Fin da subito l'Imperatore cercò di assicurare ad Enrico la successione al trono imperiale. Per questo chiese a papa Lucio III (1181-1185) e poi a papa Urbano III (1185-1187) di incoronare Enrico imperator Romanorum. Il Papato si rifiutava di incoronare Enrico mentre Federico era ancora imperatore. Il Barbarossa riprese allora il titolo di caesar dall'antica tradizione romana e nel 1186 lo fece attribure ad Enrico, quando a Milano il figlio fu incoronato re d'Italia dal patriarca di Aquileia.
Quando, almeno a partire dal XV secolo, la dinastia asburgica riuscì ad affermarsi per un lungo periodo sul trono imperiale (il quale restava pur sempre una carica di tipo elettivo), il nome di Re dei Romani divenne il titolo dell'erede al trono designato, che veniva fatto eleggere mentre l'imperatore era ancora in vita. Questa pratica era già stata attuata in precedenza, ad esempio da Corrado con il figlio Enrico Berengario e dal Barbarossa con il figlio Enrico VI.
L'erede, come re dei Romani, aveva gli onori regali ed il titolo di "Maestà", che veniva usato anche dall'imperatore quando si rivolgeva alla sua persona. Nelle cerimonie ufficiali aveva il diritto di camminare al fianco sinistro dell'imperatore, uno o due passi addietro, mentre il Maresciallo di corte gli porta la spada nel fodero. Tra i vari privilegi aveva il diritto di presiedere le diete, convocarle e congedarle con il consenso dei grandi elettori, accordare i titoli di nobiltà e nominare conti e baroni, attribuire privilegi e diritti alle università, bandire o riammettere i ribelli nell'impero, ecc.
In seguito all'abolizione del Sacro Romano Impero nel 1806 ad opera di Francesco I, il titolo cadde in disuso. Venne in seguito fatto rivivere da Napoleone nel 1811 per il proprio erede, Napoleone II, come "re di Roma". Il titolo era già stato previsto nel 1810 con il senatoconsulto organico del 17 febbraio, che all'articolo 7 stabiliva: «Il principe imperiale (ovvero il principe ereditario) porta il titolo e riceve l'onore di re di Roma». Ciò non era previsto nella costituzione dell'anno XII.
Con la definitiva caduta di Napoleone e il suo esilio all'isola di Sant'Elena nel 1815 e con la morte nel 1832 di Napoleone II (che visse i propri ultimi anni come semplice Duca di Reichstadt) anche questa versione del titolo scomparve.